# Vexille
Vexille (ベクシル 2077日本鎖国 Bekushiru 2077 Nihon sakoku, på dansk "Vexille: 2077 Japansk Isolation") er en japansk CG film fra 2007. Filmen er solgt til over 129 lande (eksklusiv Danmark). 

## Japanske stemmer
- Meisa Kuroki som Vexille Serra
- Shosuke Tanihara som Leon Fayden
- Yasuko Matsuyuki som Maria

## Engelske stemmer
- Colleen Clinkenbeard som Vexille Serra
- Travis Willingham som Leon Fayden
- Christine Auten som Maria